# COVAX
A COVID-19 Vaccines Global Access, rövidítve COVAX, a COVID-19 vakcinákhoz való méltányos hozzáférést célzó világméretű kezdeményezés, amelyet a Gavi, a Vaccine Alliance (korábban Global Alliance for Vaccines and Immunization, GAVI), a Coalition for Epidemic Preparedness Innovations (CEPI) és az Egészségügyi Világszervezet (WHO) irányít. Ez az egyik pillére a COVID-19 eszközökhöz való hozzáférés gyorsítójának, a WHO, az Európai Bizottság és a francia kormány által 2020 áprilisában a COVID-19 világjárványra adott válaszként indított kezdeményezésnek. A COVAX koordinálja a nemzetközi forrásokat annak érdekében, hogy az alacsony és közepes jövedelmű országok méltányos hozzáférést biztosítson a COVID-19 tesztekhez, terápiákhoz és vakcinákhoz. A COVAX-hoz 2020. július 15-ig 165 ország csatlakozott, amelyek az emberi lakosság 60%-át képviselik. A 2021. április 11-i állapot szerint azonban a COVAX elmarad a kitűzött céltól, mivel a március végére kitűzött 100 milliós cél ellenére 38,5 millió adagot szállított le.

## Oltóanyagjelöltek
2021. május 9-től az WHO jóváhagyta a Pfizer-BioNTech, a Moderna, a Sinopharm BBIBP-CorV, az Oxford-AstraZeneca és a Johnson & Johnson vakcináit sürgősségi felhasználásra. Ezek a vakcinák a COVAX részeként forgalmazhatók.
A COVAX-ból részesülő országok közül sok ország „korlátozott szabályozási kapacitással” rendelkezik, és a WHO engedélyeitől függ. A WHO 2021 elejéig 11 potenciális COVID-19 vakcinát vizsgált át a sürgősségi felhasználási listára (EUL). Az első vakcina, amelyet a WHO 2020. december 31-én engedélyezett az EUL számára, a Pfizer-BioNTech COVID-19 vakcina volt: egy RNS-vakcina, amelyet a német BioNTech az amerikai Pfizer vállalattal együttműködésben fejlesztett ki, és amelyet Comirnaty márkanév alatt értékesített.
A WHO 2020. augusztus 24-i sajtóközleményében közölte, hogy a COVAX kilenc CEPI által támogatott és kilenc, vizsgálat alatt álló oltóanyagjelöltje van, így a világon a COVID-19 oltóanyagból a legnagyobb választék áll rendelkezésre. A COVAX 2020 decemberére lezárta a tárgyalásokat más gyártókkal, amelyek révén kétmilliárd vakcinaadaghoz juthatott hozzá.

## Fordítás
Ez a szócikk részben vagy egészben  a   COVAX című angol Wikipédia-szócikk ezen változatának fordításán alapul.  Az eredeti cikk szerkesztőit annak laptörténete sorolja fel. Ez a jelzés csupán a megfogalmazás eredetét és a szerzői jogokat jelzi, nem szolgál a cikkben szereplő információk forrásmegjelöléseként.